# 梅桑库尔
梅桑库尔（法語：Messincourt，法語發音：[mesɛ̃kuʁ]）是法国大東部大區阿登省的一个市镇，属于色当区。

## 地理
梅桑库尔（49°40'49"N, 5°9'14"E）面积8.15 平方千米，位于法国大東部大區阿登省，该省份为法国北部内陆省份，西接埃纳省，南至马恩省，东临默兹省，北与比利时接壤。
与梅桑库尔接壤的市镇（或旧市镇、城区）包括：埃斯孔布尔和勒谢努瓦、奥讷、皮尔、萨希。

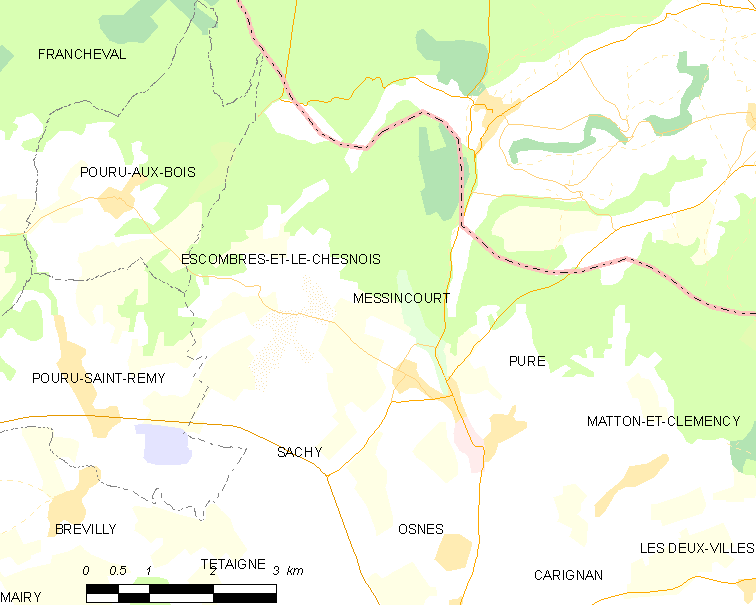
梅桑库尔的OSM定位图

梅桑库尔的时区为UTC+01:00、UTC+02:00（夏令时）。

## 行政
梅桑库尔的邮政编码为08110，INSEE市镇编码为08289。

## 政治
梅桑库尔所属的省级选区为卡里尼昂县。

## 人口

1962-2008年间梅桑库尔人口变化图示

梅桑库尔于2022年1月1日时的人口数量为588人。